# Visita de Isabel II a Jaén en 1862
En el año 1862, la reina Isabel II de España y su consorte Francisco de Asís de Borbón, visitaron la ciudad de andaluza de Jaén como parte de su viaje a las provincias de Andalucía y Murcia en septiembre y octubre de ese año.
Los Reyes llegaron a Jaén procedentes de Sevilla. De la visita existen numerosas fotografías realizadas por Charles Clifford en las que capta imágenes panorámicas de la ciudad, así como de la catedral y construcciones efímeras conmemorativas, que se levantaron para conmemorar la visita. Se hospedó en el Palacio episcopal.